# Phytala ugandae
Phytala ugandae är en fjärilsart som beskrevs av Jackson 1964. Phytala ugandae ingår i släktet Phytala och familjen juvelvingar. Inga underarter finns listade i Catalogue of Life.